# Every Good Boy Deserves Favour
Every Good Boy Deserves Favour — седьмой студийный альбом британской прогрессив рок-группы The Moody Blues, выпущенный лейблом Threshold Records в июле 1971 года. Записан в классическом составе Хейворд—Пиндер—Лодж—Томас—Эдж. Название взято из учебной мнемоники для строк скрипичного ключа: E-G-B-D-F.  Эти ноты слышны на фортепиано во время исполнения заглавной композиции «Procession».
Альбом был выпущен в стереофоническом и квадрофоническом вариантах. В 2007 году был ремастирован в формате SACD и переиздан с добавлением двух бонус-треков.

## Об альбоме
Этот альбом стал единственным, написанным всеми пятью участниками группы.  Открывающий трек «Procession» был произведением, призванным описать историю музыки с начала времен до момента записи альбома. Единственные три слова, которые слышны в этом треке — «запустение», «создание» и «общение» — аналогичным образом использовались (вместе со многими другими словами «-ation») в «One More Time to Live».
Альбом достиг №1 в британских чартах альбомов, помимо трехнедельного пребывания на №2 в Соединённых Штатах, и содержит один сингл из топ-40 «The Story in Your Eyes». Трек «Emily's Song» был написан Джоном Лоджем для своей новорожденной дочери. Майк Пиндер написал и спел заключительный трек альбома «My Song».
Every Good Boy Deserves Favour стал последним альбомом, в котором меллотрон был единственным ленточным инструментом, так как в следующем студийном альбоме Seventh Sojourn он будет использоваться вместе с чемберлином (другое устройство, которое использует записанную ленту для генерации звука). Альбом был сведен и выпущен как в стерео, так и в квадрофоническом режиме.
В 2008 году был выпущен ремастер стандартного аудио компакт-диска с такими же бонус-треками.
Обложка альбома в будущем была перерисована лидером мрачно-прогрессивной группы Current 93 Дэвидом Тибетом для своего концертного альбома Halo, выпущенного в 2004 году.

## Список композиций

### сторона А
1. «Procession» (Graeme Edge, Justin Hayward, John Lodge, Mike Pinder, Ray Thomas) — 4:40
2. «The Story in Your Eyes» (Hayward) — 2:57
3. «Our Guessing Game» (Thomas) — 3:34
4. «Emily’s Song» (Lodge) — 3:41
5. «After You Came» (Edge) — 4:37

### сторона Б
1. «One More Time to Live» (Lodge) — 5:41
2. «Nice to Be Here» (Thomas) — 4:24
3. «You Can Never Go Home» (Hayward) — 4:14
4. «My Song» (Pinder) — 6:20

## Участники записи
- Джастин Хейворд — акустическая и электрическая гитары, ситар, вокал
- Джон Лодж — бас-гитара, вокал, виолончель
- Рэй Томас — флейта, тамбурин, перкуссия, гармоника, гобой, вокал
- Грэм Эдж — акустические и электронные барабаны, перкуссия
- Майк Пиндер — клавишные, меллотрон, вокал.